# Chongwenmen

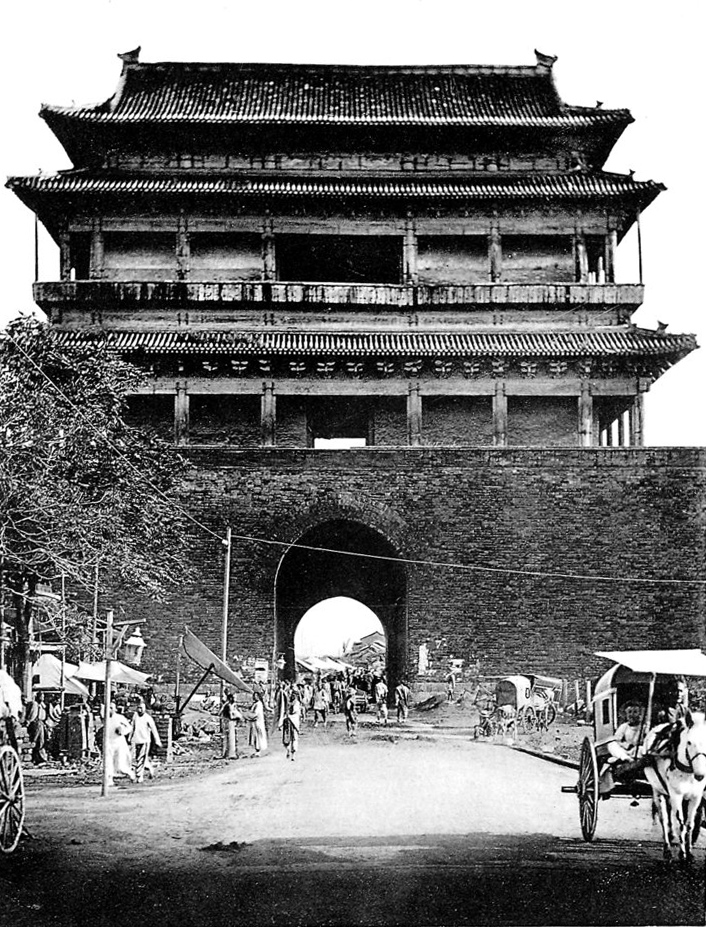
Chongwenmen 1902 eller tidigare.

Chongwenmen (崇文门; 崇文門; Chóngwénmén) eller Chongwenporten var en forna stadsport i Pekings stadsmur i Kina, och numer namnet på ett område Peking. Chongwenmen stod centralt i Peking i södra Dongchengdistriktet väster om där Pekings järnvägsstation senare uppfördes.
Porten uppfördes av kejsar Yongle 1419. Under kejsar Zhengtongs regeringstid (r. 1435–1449 och 1457–1464) byggdes Chongwenmen ut med bland annat ett vakttorn och ett piltorn. Chongwenmen revs 1966..
Chongwenmen har traditionellt kallats Hademen (哈德门). Tiden före kejsar Zhengtong hette porten Wenmingmen (文明门) vilket var samma namn som användes för motsvarande port strax norrut under Yuandynastins Dadu.
| Pekings tunnelbana |         |                      |
|                    | Linje 2 | Chongwenmen (崇文门) |
|                    | Linje 5 | Chongwenmen (崇文门) |

## Galleri

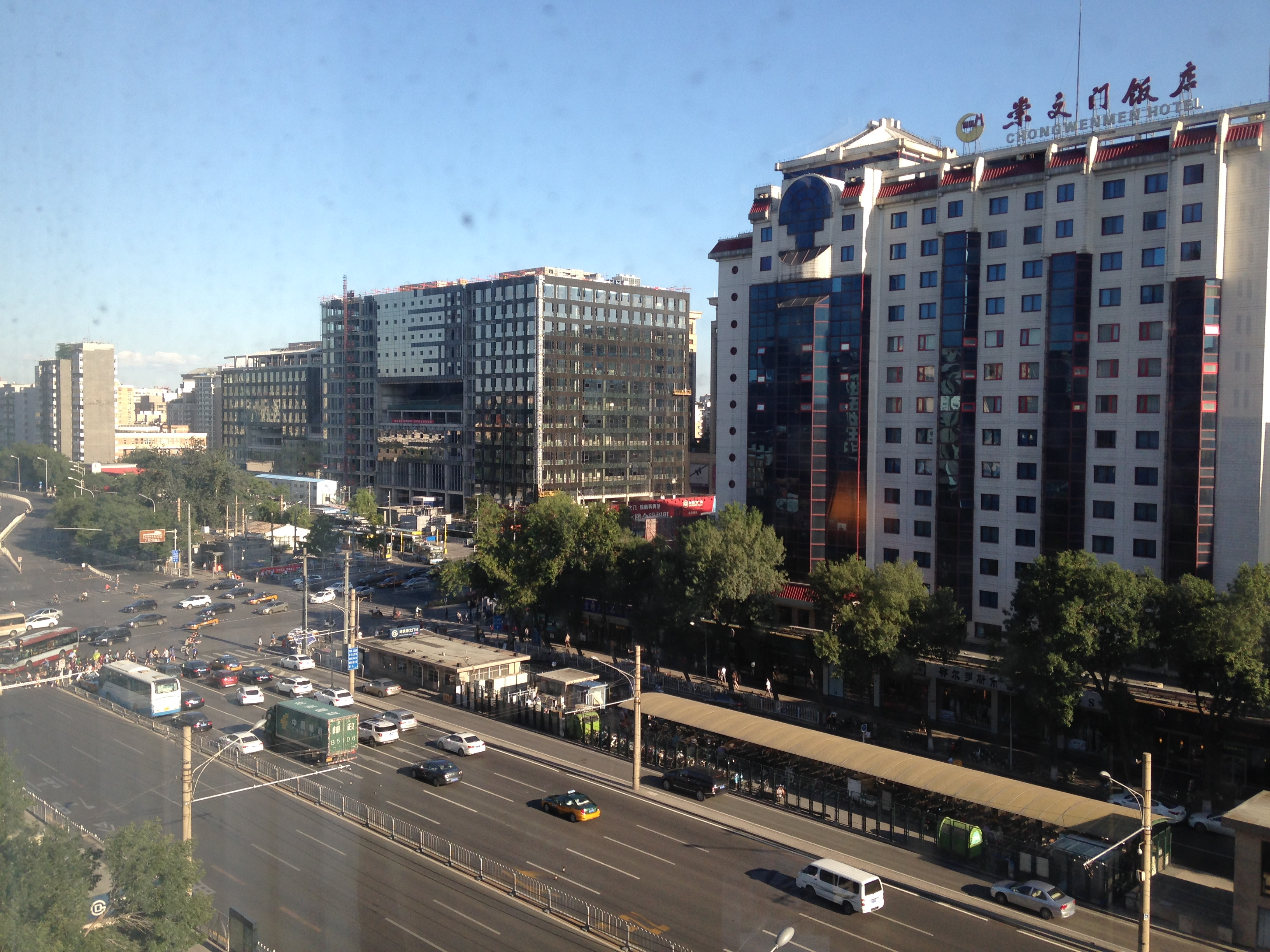
Chongwenmen 2016.
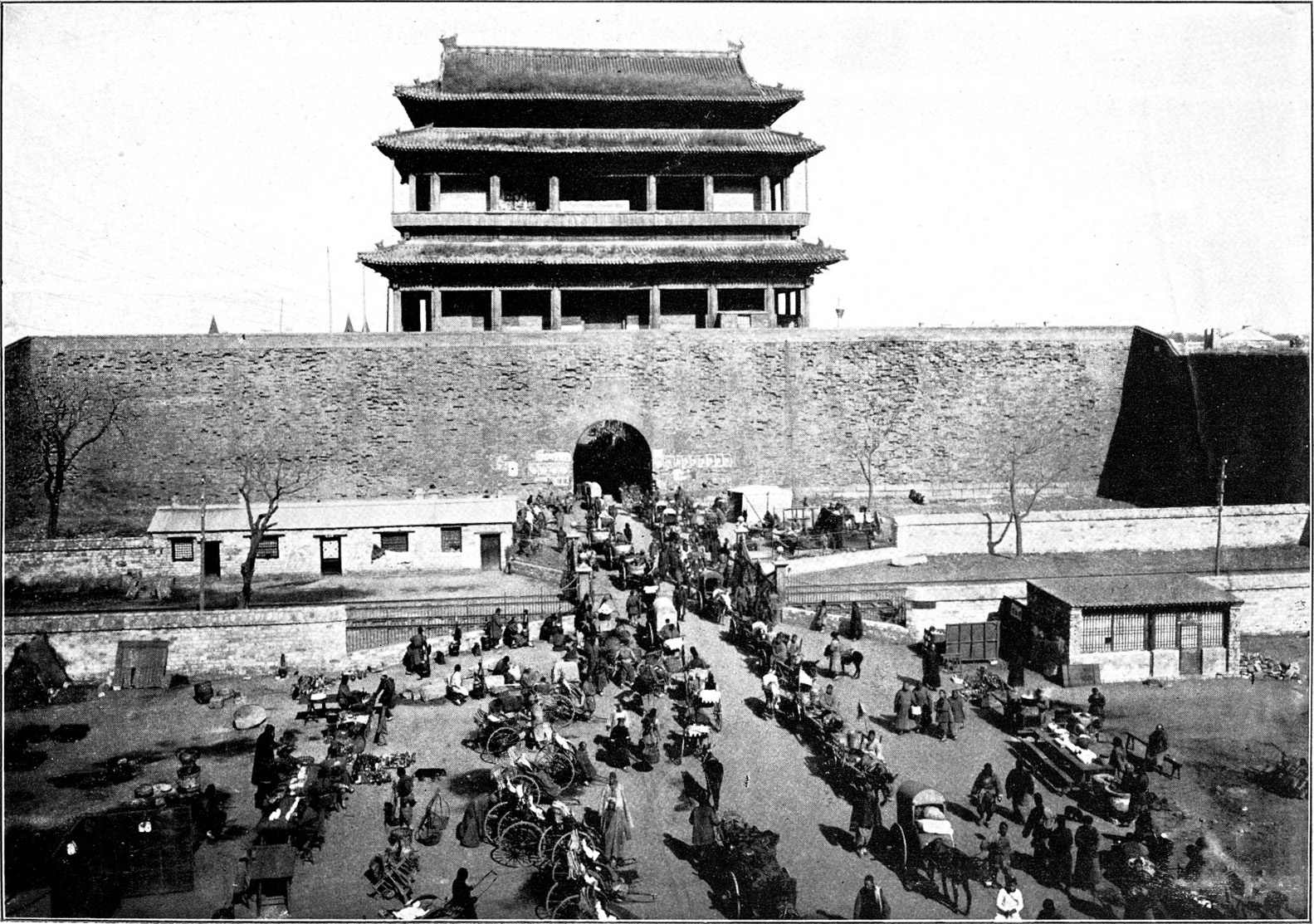
Chongwenmen före 1906
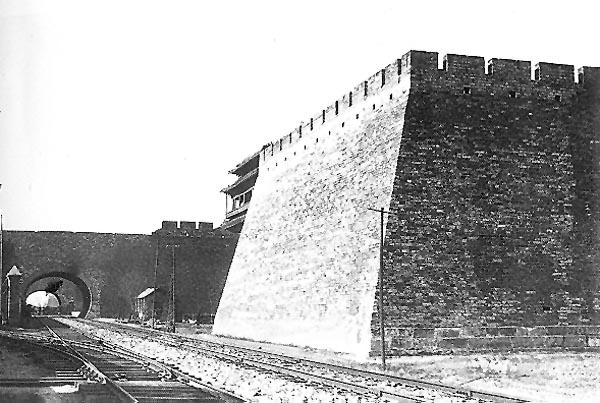
Chongwenmen 1902.
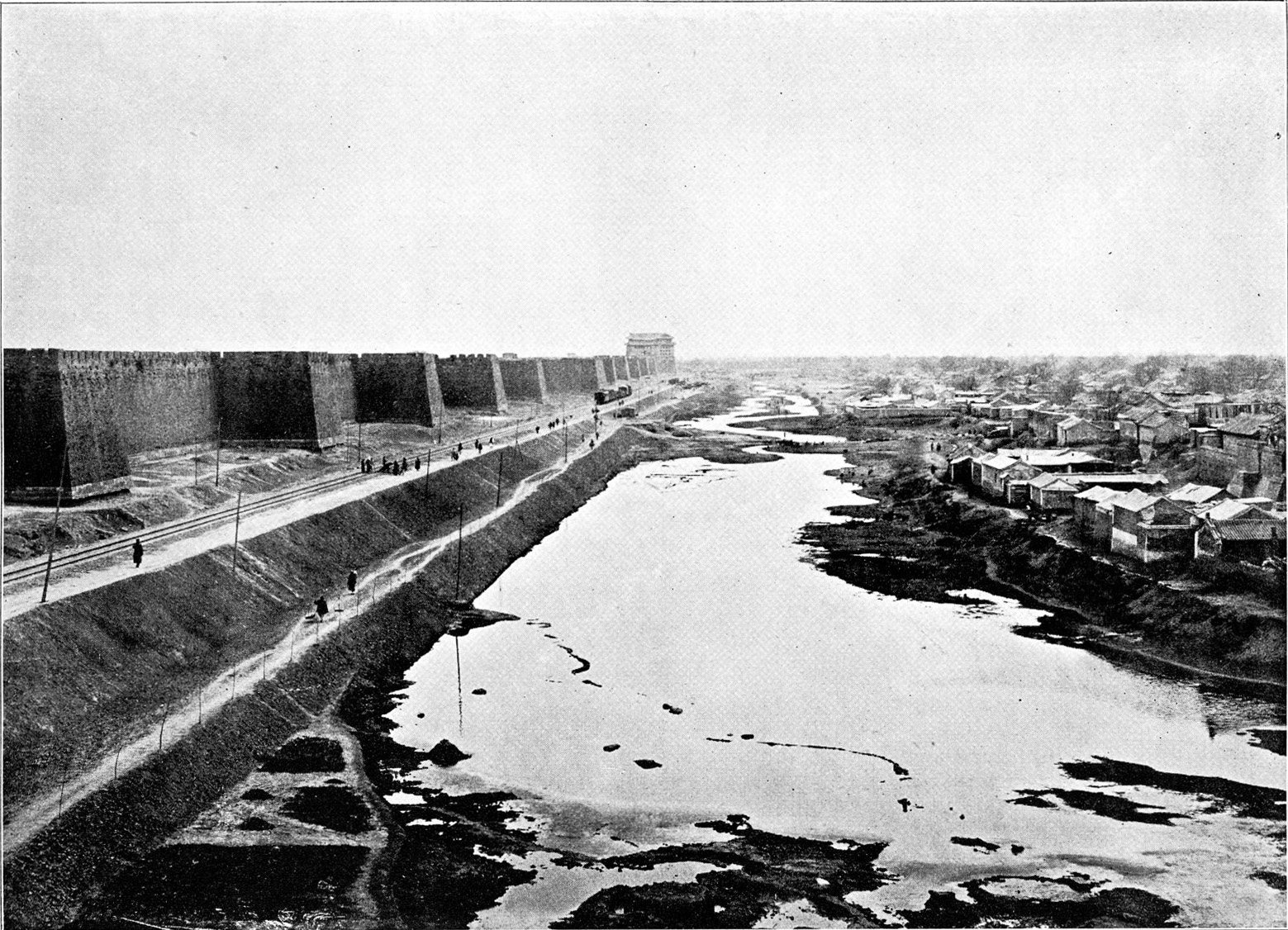
Söder om Chongwenmen före 1906